# رؤیاهای شیرین (فیلم ۱۹۸۵)
رؤیاهای شیرین (به انگلیسی: Sweet Dreams) فیلمی در گونهٔ زندگی‌نامه‌ای به کارگردانی کارل رایس است که در سال ۱۹۸۵ توزیع شد.
جسیکا لنگ که در این فیلم در نقشِ پتسی کلاین، خوانندهٔ موسیقی کانتری ظاهر شد، توانست برای دریافتِ جایزه اسکار بهترین بازیگر نقش اول زن نامزد شود.